# عبد المجيد بوربو
عبد المجيد بوربو مواليد 16 مارس 1951 في الجزائر، هو لاعب كرة قدم جزائري دولي سابق كان يلعب كمهاجم. اعتزل اللعب عام 1983. سبق له أن لعب في كأس العالم لكرة القدم مع منتخب بلاده. بدأ مسيرته الرياضية عام 1970.

## المسيرة الاحترافية

### أندية لعب لها
- نادي روان
- نادي لافال

## روابط خارجية
- عبد المجيد بوربو على موقع الاتحاد الدولي (مؤرشف)  (الإنجليزية)
- عبد المجيد بوربو على موقع قاعدة بيانات كرة القدم.إي يو (الإنجليزية)
- عبد المجيد بوربو على موقع ناشيونال فوتبول تيمز (الإنجليزية)
- عبد المجيد بوربو على موقع Soccerway.com (الإنجليزية)
- عبد المجيد بوربو على موقع عالم كرة القدم.نت (الإنجليزية)
- عبد المجيد بوربو على موقع GSA (الإنجليزية)